# Internazionali d'Italia 1998 - Qualificazioni singolare maschile
Le qualificazioni del singolare maschile dell'Internazionali d'Italia 1998 sono state un torneo di tennis preliminare per accedere alla fase finale della manifestazione. I vincitori dell'ultimo turno sono entrati di diritto nel tabellone principale. In caso di ritiro di uno o più giocatori aventi diritto a questi sono subentrati i lucky loser, ossia i giocatori che hanno perso nell'ultimo turno ma che avevano una classifica più alta rispetto agli altri partecipanti che avevano comunque perso nel turno finale.
Le qualificazioni del torneo Internazionali d'Italia  1998 prevedevano 32 partecipanti di cui 8 sono entrati nel tabellone principale.

## Teste di serie
1. Nicolás Lapentti (Qualificato)
2. Sjeng Schalken (ultimo turno)
3. Javier Sánchez (ultimo turno)
4. Daniel Vacek (ultimo turno)
5. Jérôme Golmard (Qualificato)
6. Hernán Gumy (Qualificato)
7. Arnaud Clément (Qualificato)
8. Lucas Arnold Ker (Qualificato)

1. John van Lottum (ultimo turno)
2. Leander Paes (ultimo turno)
3. Rainer Schüttler (ultimo turno)
4. Fabio Maggi (primo turno)
5. Fernando Vicente (Qualificato)
6. Dušan Vemić (primo turno)
7. Giorgio Galimberti (primo turno)
8. Davide Scala (primo turno)

## Qualificati
1. Nicolás Lapentti
2. Giorgio Galimberti
3. Fernando Vicente
4. Dušan Vemić

1. Jérôme Golmard
2. Hernán Gumy
3. Arnaud Clément
4. Lucas Arnold Ker

## Tabellone

### Legenda
| - Q = Qualificato - WC = Wild card - LL = Lucky loser | - ALT = Alternate - SE = Special Exempt - PR = Protected Ranking | - w/o = Walkover - r = Ritirato - d = Squalificato |

### Sezione 1
|  | Primo turno | Primo turno      | Primo turno      | Primo turno | Primo turno |  |  | Ultimo turno | Ultimo turno     | Ultimo turno     | Ultimo turno | Ultimo turno |  |
|  |             |                  |                  |             |             |  |  |              |                  |                  |              |              |  |
|  | 1           | Nicolás Lapentti | Nicolás Lapentti | 6           | 6           |  |  |              |                  |                  |              |              |  |
|  |             | Daniele Musa     | Daniele Musa     | 2           | 1           |  |  | 1            | Nicolás Lapentti | Nicolás Lapentti | 7            | 6            |  |
|  |             | Mosè Navarra     | 7                | 2           | 6           |  |  |              | Mosè Navarra     | Mosè Navarra     | 6            | 2            |  |
|  | 16          | Davide Scala     | 5                | 6           | 4           |  |  |              |                  |                  |              |              |  |

### Sezione 2
|  | Primo turno | Primo turno            | Primo turno            | Primo turno | Primo turno |  |  | Ultimo turno | Ultimo turno       | Ultimo turno       | Ultimo turno | Ultimo turno |  |
|  |             |                        |                        |             |             |  |  |              |                    |                    |              |              |  |
|  | 2           | Sjeng Schalken         | 6                      | 4           | 6           |  |  |              |                    |                    |              |              |  |
|  |             | Florian Allgauer       | 3                      | 6           | 4           |  |  | 2            | Sjeng Schalken     | Sjeng Schalken     | 4            | 2            |  |
|  |             | Giorgio Galimberti     | Giorgio Galimberti     | 7           | 7           |  |  |              | Giorgio Galimberti | Giorgio Galimberti | 6            | 6            |  |
|  | 15          | Emilio Benfele Álvarez | Emilio Benfele Álvarez | 5           | 6           |  |  |              |                    |                    |              |              |  |

### Sezione 3
|  | Primo turno | Primo turno          | Primo turno          | Primo turno | Primo turno |  |  | Ultimo turno | Ultimo turno     | Ultimo turno | Ultimo turno | Ultimo turno |  |
|  |             |                      |                      |             |             |  |  |              |                  |              |              |              |  |
|  | 3           | Javier Sánchez       | Javier Sánchez       | 6           | 6           |  |  |              |                  |              |              |              |  |
|  |             | Marco Meneschincheri | Marco Meneschincheri | 2           | 4           |  |  | 3            | Javier Sánchez   | 1            | 7            | 1            |  |
|  | 13          | Fernando Vicente     | 4                    | 6           | 6           |  |  | 13           | Fernando Vicente | 6            | 6            | 6            |  |
|  |             | Fernon Wibier        | 6                    | 4           | 4           |  |  |              |                  |              |              |              |  |

### Sezione 4
|  | Primo turno | Primo turno    | Primo turno | Primo turno | Primo turno |  |  | Ultimo turno | Ultimo turno | Ultimo turno | Ultimo turno | Ultimo turno |  |
|  |             |                |             |             |             |  |  |              |              |              |              |              |  |
|  | 4           | Daniel Vacek   | 4           | 7           | 6           |  |  |              |              |              |              |              |  |
|  |             | Federico Luzzi | 6           | 5           | 4           |  |  | 4            | Daniel Vacek | Daniel Vacek | 3            | 6            |  |
|  |             | Dušan Vemić    | 6           | 2           | 6           |  |  |              | Dušan Vemić  | Dušan Vemić  | 6            | 7            |  |
|  | 14          | Sandon Stolle  | 4           | 6           | 4           |  |  |              |              |              |              |              |  |

### Sezione 5
|  | Primo turno | Primo turno            | Primo turno            | Primo turno | Primo turno |  |  | Ultimo turno | Ultimo turno   | Ultimo turno   | Ultimo turno | Ultimo turno |  |
|  |             |                        |                        |             |             |  |  |              |                |                |              |              |  |
|  | 5           | Jérôme Golmard         | Jérôme Golmard         | 6           | 7           |  |  |              |                |                |              |              |  |
|  |             | Roberto Carretero-Diaz | Roberto Carretero-Diaz | 1           | 5           |  |  | 5            | Jérôme Golmard | Jérôme Golmard | 7            | 6            |  |
|  |             | Fabio Maggi            | Fabio Maggi            | 6           | 6           |  |  |              | Fabio Maggi    | Fabio Maggi    | 6            | 2            |  |
|  | 12          | Martin Sinner          | Martin Sinner          | 3           | 2           |  |  |              |                |                |              |              |  |

### Sezione 6
|  | Primo turno | Primo turno      | Primo turno      | Primo turno | Primo turno |  |  | Ultimo turno | Ultimo turno     | Ultimo turno     | Ultimo turno | Ultimo turno |  |
|  |             |                  |                  |             |             |  |  |              |                  |                  |              |              |  |
|  | 6           | Hernán Gumy      | Hernán Gumy      | 7           | 6           |  |  |              |                  |                  |              |              |  |
|  |             | Lleyton Hewitt   | Lleyton Hewitt   | 6           | 1           |  |  | 6            | Hernán Gumy      | Hernán Gumy      | 6            | 6            |  |
|  | 11          | Rainer Schüttler | Rainer Schüttler | 6           | 6           |  |  | 11           | Rainer Schüttler | Rainer Schüttler | 0            | 1            |  |
|  |             | Elia Grossi      | Elia Grossi      | 1           | 0           |  |  |              |                  |                  |              |              |  |

### Sezione 7
|  | Primo turno | Primo turno      | Primo turno      | Primo turno | Primo turno |  |  | Ultimo turno | Ultimo turno   | Ultimo turno   | Ultimo turno | Ultimo turno |  |
|  |             |                  |                  |             |             |  |  |              |                |                |              |              |  |
|  | 7           | Arnaud Clément   | Arnaud Clément   | 7           | 6           |  |  |              |                |                |              |              |  |
|  |             | Rodolphe Gilbert | Rodolphe Gilbert | 6           | 1           |  |  | 7            | Arnaud Clément | Arnaud Clément | 6            | 6            |  |
|  | 10          | Leander Paes     | Leander Paes     | 7           | 7           |  |  | 10           | Leander Paes   | Leander Paes   | 3            | 2            |  |
|  |             | Nicklas Kulti    | Nicklas Kulti    | 6           | 6           |  |  |              |                |                |              |              |  |

### Sezione 8
|  | Primo turno | Primo turno       | Primo turno       | Primo turno | Primo turno |  |  | Ultimo turno | Ultimo turno     | Ultimo turno     | Ultimo turno | Ultimo turno |  |
|  |             |                   |                   |             |             |  |  |              |                  |                  |              |              |  |
|  | 8           | Lucas Arnold Ker  | Lucas Arnold Ker  | 6           | 6           |  |  |              |                  |                  |              |              |  |
|  |             | Daniele Bracciali | Daniele Bracciali | 2           | 3           |  |  | 8            | Lucas Arnold Ker | Lucas Arnold Ker | 6            | 6            |  |
|  | 9           | John van Lottum   | John van Lottum   | 6           | 7           |  |  | 9            | John van Lottum  | John van Lottum  | 2            | 2            |  |
|  |             | Răzvan Sabău      | Răzvan Sabău      | 4           | 5           |  |  |              |                  |                  |              |              |  |